# Корнель Гюїсманс
Корнель Гюїсманс (нід. Cornelis Huysmans, 2 квітня 1648, Антверпен — 1 червня 1727, Мехелен) — фламандський художник. Посідав провідне місце у фламандському пейзажному живописі наприкінці XVII — початку XVIII століття і був особливо відомий своїми псевдоіталійськими пейзажами з горами на задньому плані, які демонструють вплив Нікола Пуссена і Жака д'Артуа. Значне місце в його натурних творах посідає Суанський ліс, розташований біля Брюсселя.

## Біографія
Корнель Гюїсманс народився 2 квітня 1648 року у Антверпені. Навчався у пейзажиста Г. де Вітте. За його власними словами, навчався в Брюсселі у пейзажиста Жака д'Артуа. У 1675 році він став головою брюссельської гільдії художників. Деякий час жив у Англії. 1702 року переїхав з Брюсселя до Антверпена, де 1706 року став членом місцевої корпорації художників. Через 10 років він покинув Антверпен і переїхав до Мехелена.

## Творчість

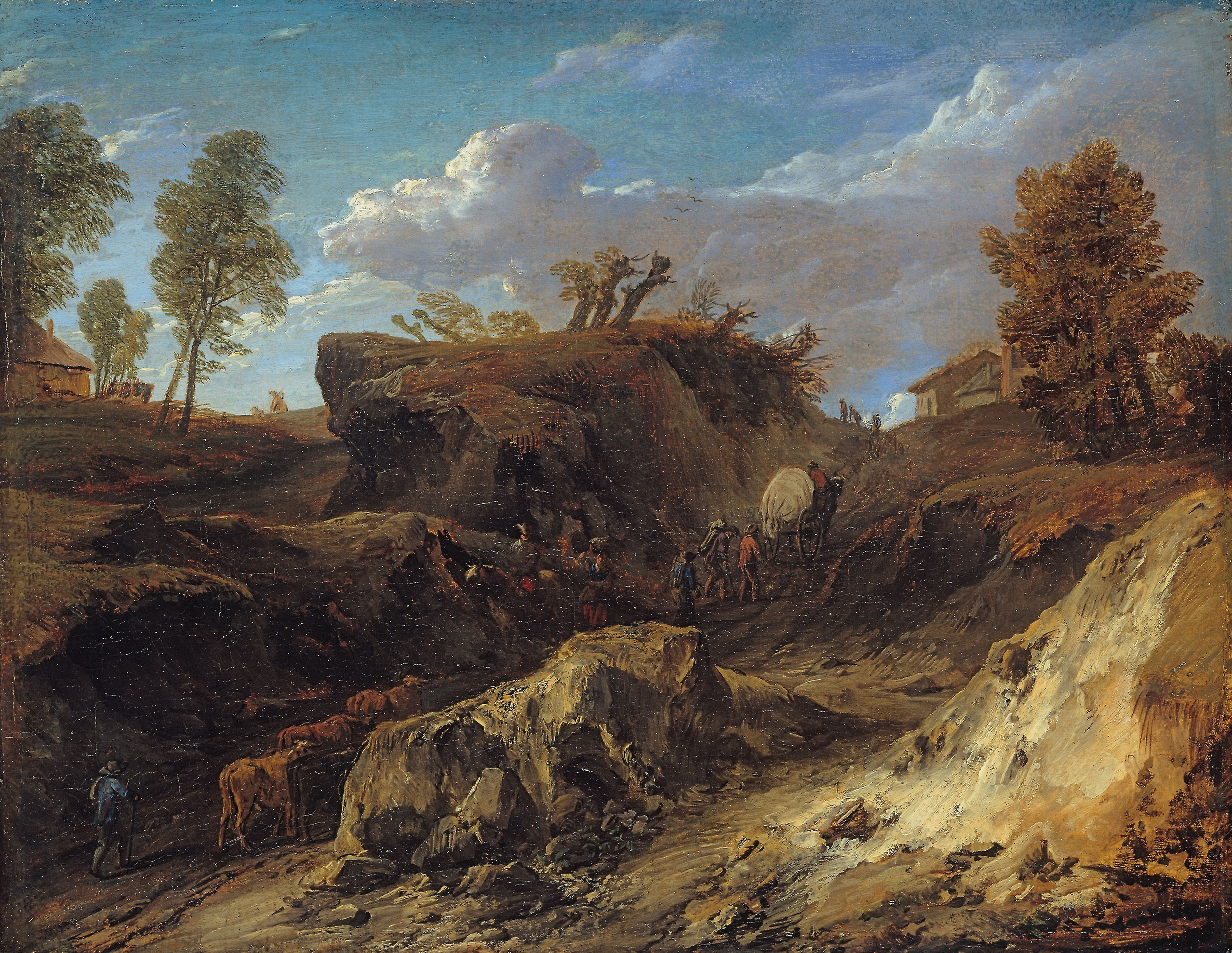
Дорога.

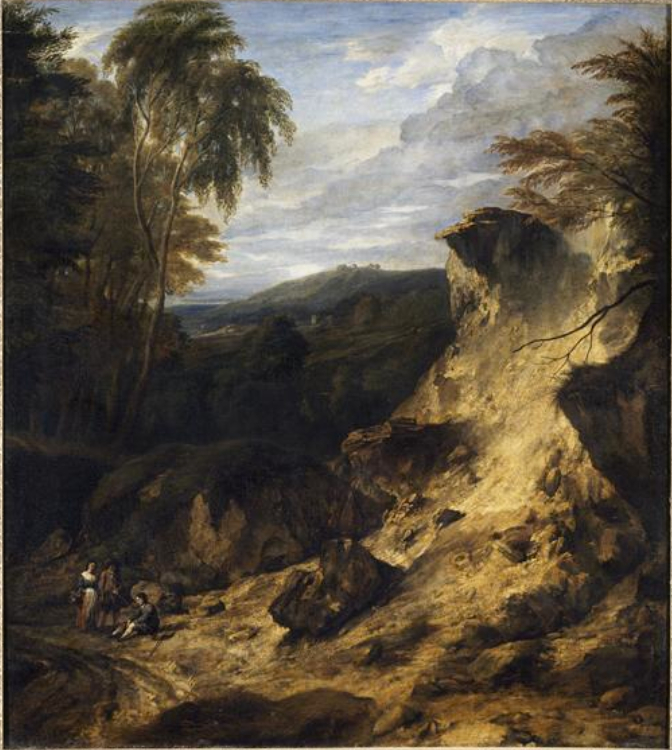
File: Cornelis Huysmans — Landscape with steep hill.jpg

К. Гюйсманса можна схарактеризувати як живописця схилів, які він відтворює як лейтмотив. Він відмінно прокладає круті доріжки, облямовані високими піщаними схилами. Введення далеких гір або персонажів, одягнених в античному чи італійському стилі, не може приховати глибокого барочного та фламандського характеру його композицій, про що свідчить вибір теплих кольорів і натуралізм композиції.